# Султан-Галиев, Мирсаид Хайдаргалиевич
Мирсаи́д Хайдаргали́евич Султа́н-Гали́ев (тат. Мирсәет Хәйдәргали улы Солтангалиев, 13 июля 1892, д. Елимбетово, Уфимская губерния (ныне Стерлибашевского района Башкортостана), — 28 января 1940, Москва) — татарский политический деятель, член РСДРП(б), один из основоположников Татарской республики. Расстрелян 28 января 1940 года за «национал-уклонизм». Реабилитирован посмертно в 1990 году.

## Биография
Родился 13 июля 1892 года в татарской семье.
В 1911 году окончил Казанскую татарскую учительскую школу.
Работает учителем в сёлах Старо-Адзитарово и Шарипово Стерлитамакского уезда, библиотекарем, выступает в татарской периодической печати, принимает активное участие в студенческом революционном движении «Ислах».
Позднее Султан-Галиев переезжает в Баку. Здесь он также работает учителем и библиотекарем, выступает в печати. С 1913 года преподавал в женской гимназии г. Баку.
В мае 1917 года Султан-Галиев участвует в работе Всероссийского мусульманского съезда в Москве и избранного им Всероссийского мусульманского совета. В июле он возвращается в Казань, совместно с Муллануром Вахитовым участвует в создании Мусульманского социалистического комитета (МСК) в г. Петроград, секретарь исполкома. В ноябре 1917 года он вступает в РСДРП(б).
С 1917 года в руководстве мусульманской секции (Центрального мусульманского комиссариата) Народного комиссариата по делам национальностей (Наркомнац), его секретарь — Мустафа Субхи. 
В мае 1918 года участвует в подготовке к Учредительному съезду будущей Татаро-Башкирской Советской Республики (ТБСР). 
В 1918—1920 гг. председатель Центральной мусульманской военной коллегии при Народном комиссариате по военным делам РСФСР (1919). 
При переходе башкирских войск на сторону Красной армии, 10 июля 1919 года подписал приказ № 10 о недопустимости агитации против Башкирской республики и репрессий в отношении башкирского народа.
По мнению историка Т. Б. Быкова, М. Х. Султан-Галиев внёс ключевой вклад в остановку красного террора в Крыму. В марте 1921 года, желая удалить национального татарского лидера из Москвы на время проведения X съезда РКП(б), чтобы помешать ему встретиться с другими лидерами мусульманских регионов Советской России, прибывавшими на съезд, его послали в Крым для налаживания большевистской и национальной работы. Проведя полтора месяца в Крыму, Султан-Галиев смог разобраться в обстановке, наладить работу татарского бюро Крымского обкома РКП(б) и подготовить правдивый доклад «О положении в Крыму», в котором, в частности, писал: 

Первой и очень крупной ошибкой в этом отношении явилось слишком широкое применение в Крыму красного террора. По отзывам самих крымских работников, число расстрелянных врангелевских офицеров достигает во всем Крыму от 20 до 25 тысяч. Указывают, что в одном лишь Симферополе расстреляно до 12 000. Народная молва превозносит эту цифру для всего Крыма до 70 000… Самое скверное, что было в этом терроре, так это то, что среди расстрелянных попадало очень много рабочих элементов и лиц, отставших от Врангеля с искренним и твёрдым решением честно служить Советской власти…— Султан-Галиев М. О положении в Крыму. Докладная записка (14/IV-21 г. г. Москва). Архивировано из оригинала 11 октября 2013 года.
В 1919—1921 гг. председатель Центрального бюро коммунистических организаций народов Востока при ЦК РКП(б). 
Член Коллегии Народного комиссариата по делам национальностей РСФСР (1920—1923). 
Основатель и руководитель Российской мусульманской коммунистической партии. Преподавал в Коммунистическом Университете трудящихся Востока.

## Репрессии. Гибель
Идеи Султан-Галиева вызвали неприятие Сталина, считавшего национальные отношения своей вотчиной. В 1923 году, во время болезни Ленина, Султан-Галиева исключили из партии и арестовали, также как и многих его последователей, для которых был изобретен специальный ярлык «султангалеевщина». Большая часть его письменных работ, речей и эссе была уничтожена.
В рамках борьбы с «национал-уклонизмом» и репрессий 1920-30-х годов по «национальным линиям» одним из первых органы НКВД сфабриковали уголовное «дело Султан-Галиева» о «татарской буржуазно-националистической оппозиции и контрреволюционной организации» («султангалиевщина») и проводили репрессии против Султан-Галиева и некоторых татарских, башкирских и крымскотатарских политических и общественных деятелей (всего репрессировано было не менее 23 человек).
Султан-Галиев был арестован в 1923 году и исключён из ВКП(б). В 1924 году был ненадолго освобождён, но 1928 году по обвинению в создании «контрреволюционной организации» арестовывается повторно и приговаривается к расстрелу за «национал-уклонизм», который впоследствии заменяется десятью годами лагерей. В 1934 году он снова ненадолго освобождается, живёт в ссылке в Саратове. В 1937 году снова арестовывается, на этот раз окончательно, и в 1940 году был расстрелян.

## Идейное наследство
Султан-Галиев был основателем исламско-социалистической идеологии, соединявшей в себе элементы марксизма и ислама. «Исламский марксизм» позже нашёл некоторое распространение в некоторых мусульманских странах. С идеями Султан-Галиева были знакомы такие деятели стран третьего мира, как бывший президент Египта Гамаль Абдель Насер и бывший президент Алжира Ахмед Бен Белла. 
Развивал идеи национально-освободительных движений народов не имеющих государственности, в том числе тюркских, монгольских и финно-угорских народов, резко характеризовал колониальное прошлое империй. Выступал на стороне увеличения полномочий национальных автономий и республик, при этом положительно оценивая опыт обретения независимости странами Балтии, Польши и Финляндии.

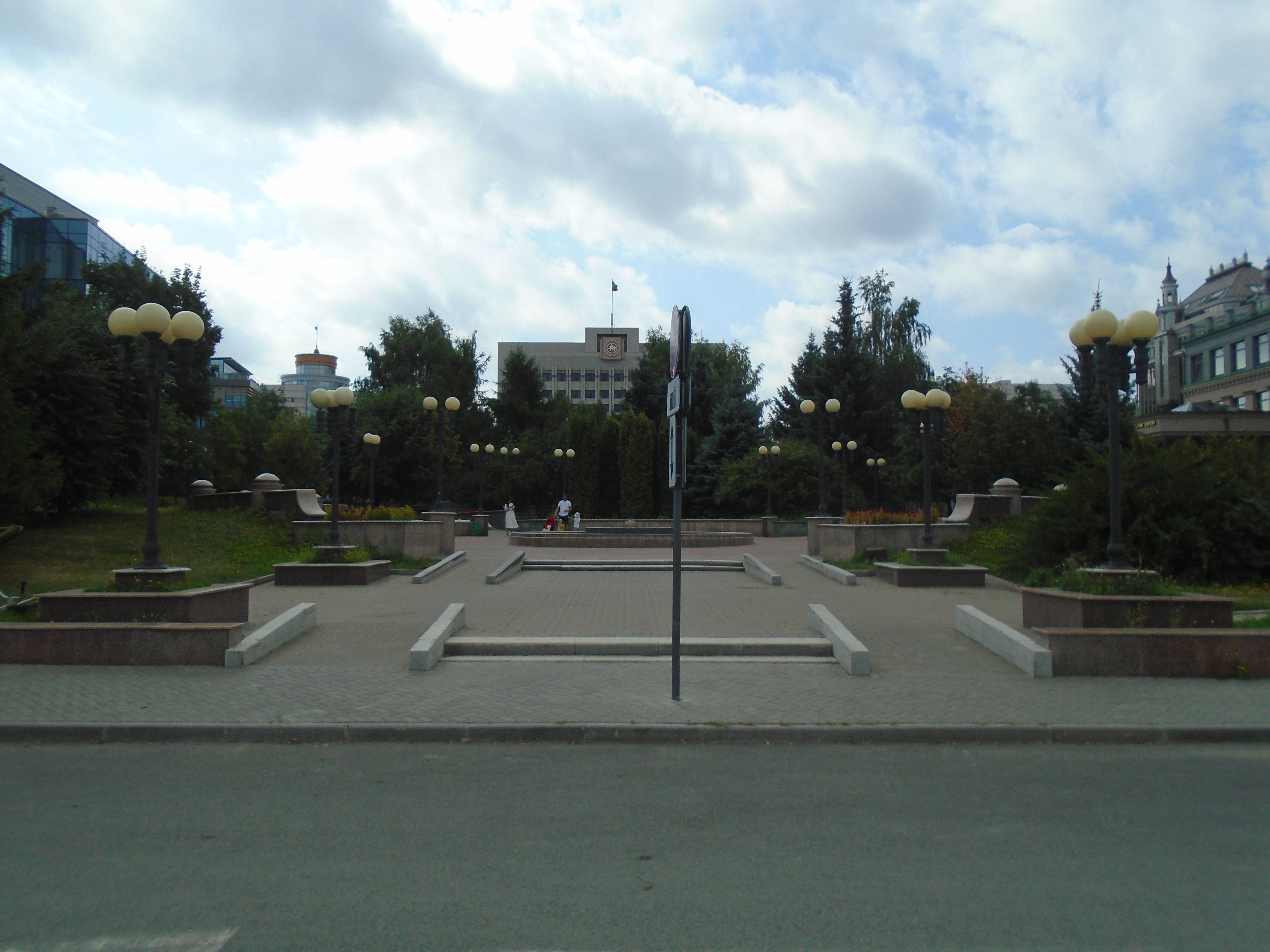
Площадь Султан-Галиева, Казань

## Память
Его именем в 1992 году названа площадь в историческом центре Казани. Стела установлена в селе Кармаскалы Республики Башкортостан.